# Psammophis elegans
Espèce
Synonymes
- Coluber elegans Shaw, 1802

Psammophis elegans est une espèce de serpents de la famille des Lamprophiidae.

## Répartition
Cette espèce se rencontre :
- dans le sud de la Mauritanie ;
- au Sénégal ;
- en Gambie ;
- en Guinée-Bissau ;
- en Guinée ;
- au Mali ;
- en Côte d'Ivoire ;
- au Ghana ;
- au Togo ;
- au Bénin ;
- dans le sud du Niger ;
- au Burkina Faso ;
- au Nigeria ;
- au Cameroun ;
- en République centrafricaine.

## Liste des sous-espèces
Selon The Reptile Database (19 déc. 2011) :
- Psammophis elegans elegans (Shaw, 1802)
- Psammophis elegans univittatus Perret, 1961

## Publications originales
- Perret, 1961 : Études herpétologiques africaines III. Bulletin de la Société Neuchâteloise des Sciences Naturelles, vol. 84, p. 133-138 (texte intégral).
- Shaw, 1802 : General Zoology or Systematic Natural History, G. Kearsley, Thomas Davison, London, vol. 3,no 2, p. 313-615 (texte intégral).